# Sumberharjo (Pacitan)
Sumberharjo is een bestuurslaag in het regentschap Pacitan van de provincie Oost-Java, Indonesië. Sumberharjo telt 1478 inwoners (volkstelling 2010).